# Rolands Šmits
Rolands Smits (nascut el 25 de juny de 1995 a Valmiera, Letònia), és un jugador de bàsquet letó que actualment juga al BC Žalgiris Kaunas lituà.

## Carrera esportiva
Va arribar a Espanya el 2011, per jugar al planter del Bàsquet Fuenlabrada, primer en equips vinculats, com l'Àvila, i més tard amb el filial, amb el qual va aconseguir el 2014 l'ascens a la lliga Adecco Oro, encara que finalment no es va poder culminar en els despatxos.
El 2014 forma part del primer equip del Bàsquet Fuenlabrada per jugar a la Lliga ACB.
Disputa l'Eurobasket 2017 amb Letònia, l'equip letó, liderat per Porzingis i els germans Bertans, després d'un gran torneig, van ser eliminat per Eslovènia en quarts de final, equip que finalment acabaria guanyant el torneig.
L'estiu de 2017 signa pel FC Barcelona per 5 anys, sent el primer d'ells cedit al Bàsquet Fuenlabrada.
La temporada 2020-21 va arribar amb el Barça a la final de l'Eurolliga (derrota contra l'Efes Pilsen), i va guanyar contra el Reial Madrid la Copa del Rei i la Lliga ACB amb els blaugrana.
Al final de la relació contractual l'equip blaugrana no li ofereix la renovació, amb la voluntat d'adequar la plantilla a les necessitats de l'entrenador Sarunas Jasikevicius. El juliol de 2022 ficha pel Žalgiris Kaunas lituà per dues temporades.

## Palmarès

### FC Barcelona
- Copa del Rei (1): 2019

### Consideracions individuals
- Eurocup Rising Star Trophy (1): 2017
- Quiteto Ideal de Joves de l'ACB (1): 2017